# Terence Tao
Terence Tao (chin. trad. 陶哲軒, chin. upr. 陶哲轩, pinyin Táo Zhéxuān; ur. 17 lipca 1975 w Adelaide) – australijski matematyk pochodzenia chińskiego, odznaczony Medalem Fieldsa (2006) – jako pierwszy Australijczyk. Zasłużył się między innymi teorii liczb i różnym obszarom analizy.

## Życiorys

### Edukacja i kariera
Tao nauczył się czytać i liczyć w wieku dwóch lat, oglądając w telewizji Ulicę Sezamkową, rok później zaczął chodzić do szkoły podstawowej, ale wkrótce został z niej wypisany. W wieku czterech lat ponownie rozpoczął edukację w szkole podstawowej, lecz z programem matematyki ze szkoły średniej. W wieku siedmiu lat uczęszczał do szkoły średniej w adelajdzkiej dzielnicy Blackwood ucząc się przedmiotów ze szkoły średniej i podstawowej. Rok później rozpoczął naukę fizyki na poziomie III klasy liceum i matematyki na poziomie klas III i IV, w domu samodzielnie studiował matematykę z pierwszego roku studiów wyższych. W wieku dziewięciu lat rozpoczął studia na Uniwersytecie Flindersa w Adelaide. W 1986 zdobył brązowy medal na Międzynarodowej Olimpiadzie Matematycznej, rok później zdobył srebrny medal, a dwa lata później złoty.
W wieku 16 lat otrzymał licencjat (Bachelor of Science) z Flinders University, a rok później został magistrem (Master’s Degree). Cztery lata później obronił doktorat w Princeton, a w wieku 24 lat został profesorem matematyki na Uniwersytecie Kalifornijskim w Los Angeles. W 2006 r. jako pierwszy Australijczyk, w wieku 31 lat, został nagrodzony Medalem Fieldsa za całokształt osiągnięć (wygłosił też związany z tym wykład plenarny na Międzynarodowym Kongresie Matematyków).

### Rodzina
Jego rodzicami są dr Billy (pediatra) i Grace Tao (nauczycielka fizyki i matematyki).
Ma dwóch młodszych braci, Trevora i Nigela:
- Trevor (ur. 1977), sawant, ukończył studia muzyczne i ma doktorat z matematyki, pracuje dla australijskiej organizacji Defense Science and Technology Organisation.
- Nigel (ur. 1979) jest magistrem fizyki i informatyki, pracuje dla Google.

Terry Tao jest żonaty, mieszka w Los Angeles z żoną Laurą, córką Nim i synem Williamem (ur. 2003), który podobnie jak jego ojciec nauczył się samodzielnie czytać w wieku 3 lat.

## Dorobek
Tao wniósł wkład w takie dziedziny matematyki jak analiza harmoniczna, równania różniczkowe cząstkowe, kombinatoryka geometryczna, arytmetyka kombinatoryczna, analityczna teoria liczb oraz kombinatoryka algebraiczna. Jednym z najbardziej znanych jego wyników jest twierdzenie Greena-Tao mówiące, że ciąg wszystkich liczb pierwszych zawiera dowolnie długie (skończone) podciągi arytmetyczne.